# 1576 en santé et médecine
| Années de la santé et de la médecine : 1573 - 1574 - 1575 - 1576 - 1577 - 1578 - 1579    |
| Décennies de la santé et de la médecine : 1540 - 1550 - 1560 - 1570 - 1580 - 1590 - 1600 |

Cet article présente les faits marquants de l'année 1576 en santé et médecine.

## Fondation
- 18 décembre : à Paris, un édit « accorde à « Nicolas Houël, maistre-apoticaire » l'établissement d'une « maison de charité » dans les locaux de l'ancien hôpital de Chanac, « avec un jardin des simples[1] » ».

## Naissances
- 21 mars :  Angelo Sala (mort en 1637), médecin et chimiste italien[2].
- 27 août : Fabrizio Bartoletti (mort en 1630), médecin italien[3].
- Reiner Bontius (de) ou Reinier de Bondt (mort en 1623), médecin flamand[4],[5].
- Claude Charles (mort en 1631), professeur de médecine à Paris, médecin de Richelieu, doyen de la Faculté de 1610 à 1612, gendre de Simon Piètre, lecteur royal en médecine démis de sa charge en sa faveur en 1607[6].
- Helkiah Crooke (en) (mort en 1648), auteur en 1615 d'une traduction de la De corporis humani fabrica de Gaspard Bauhin et de l'Historia anatomica humani corporis d'André du Laurens, sous le titre de Mikrokosmographia, a description of the body of man (« Microcosmographie, une description du corps humain[7] »).
- 1576[8] ou 1578[9] : Philippe d'Aquin (mort en 1650), médecin et philologue hébraïste français[10].

## Décès
- 2 juin : Volcher Coiter (né en 1534), médecin et naturaliste néerlandais[11].
- Jérôme Cardan (né en 1501), mathématicien, philosophe, astrologue et médecin italien[12].
- Luigi Giglio (né en 1510), médecin et astronome italien[13].
- William Bullein (né vers 1515), médecin anglais[14], auteur en 1562 d'un « Rempart de défense contre toutes les maladies » (Bulwarke of defence against all sicknesse[15]).
- 1576 ou 1577 : Jean Placotomus (né en 1514), médecin, pédagogue et écrivain allemand[16].